# Bodotria bineti
Bodotria bineti är en kräftdjursart som beskrevs av Le Loeuff och Andre Intes 1977. Bodotria bineti ingår i släktet Bodotria och familjen Bodotriidae. Inga underarter finns listade i Catalogue of Life.